# Hilderaldo Bellini
Hilderaldo Luiz Bellini (Itapira, 7 giugno 1930 – San Paolo, 20 marzo 2014) è stato un calciatore brasiliano.
Bicampione Mondiale di calcio con il Brasile nel '58 e '62.
È considerato l'involontario inventore del gesto di sollevare un trofeo al fine di festeggiare una vittoria. Durante la premiazione della Finale del campionato mondiale di calcio 1958, nell'intento di mostrarla meglio ai fotografi, sollevò la Coppa Rimet sopra la testa. Il suo gesto divenne l’iconica immagine naturale della vittoria sportiva.

## Biografia
Nacque nello Stato di San Paolo da genitori italiani (Erminio Bellini emigrato da Comacchio, in provincia di Ferrara, e Carolina Levati). Sofferente da lungo tempo di malattia di Alzheimer in stadio avanzato, è scomparso nel 2014 all'età di 83 anni, a seguito di un arresto cardiaco.

## Carriera

### Club
Crebbe calcisticamente nella Itapirense, club della sua città natale, in cui si mise in luce come difensore centrale dalla tecnica non sopraffina, ma di sicuro affidamento. Nel 1951 si trasferì al Vasco da Gama di Rio de Janeiro, con il quale vinse tre campionati carioca (1952, 1956 e 1958) ed il Torneo interstatale Rio-São Paulo. Il periodo al Vasco da Gama fu il più prolifico per Bellini, in quanto ad esso furono legate tutte le sue vittorie a livello di club. Dal 1962 al 1969, anno del definitivo ritiro dal calcio, Bellini non vinse più alcun trofeo.

### Nazionale
Chiamato in Nazionale nel 1957 (esordio a Lima il 13 aprile, Perù - Brasile 1-1), fu tra i selezionati ai campionati del mondo del 1958 in Svezia, del 1962 in Cile e del 1966 in Inghilterra, laureandosi campione del mondo nel 1958 e nel 1962 e passando alla storia come il primo giocatore, in qualità di capitano della Nazionale brasiliana, a sollevare la Coppa Rimet. Quel gesto divenne da allora un classico, che dura tuttora. Vinse anche due Coppe Rocca (Torneo Argentino - Brasiliano), nel 1957 e nel 1960. In totale giocò in Nazionale 51 incontri fino al 1966.

## Palmarès

### Club

#### Competizioni statali
- Campionato Carioca: 3

Vasco da Gama: 1952, 1956, 1958
- Torneio Início do Rio de Janeiro: 1

Vasco da Gama: 1958
- Torneo Rio-San Paolo: 1

Vasco da Gama: 1958